# Cercul Atletic București
Il Cercul Atletic București è stata una squadra di calcio rumena fondata nel 1913 e attiva fino al 1915, anno in cui si è sciolta. Ha partecipato a due edizioni del campionato di calcio rumeno.

## Storia
Il club è stato fondato nel 1913 anche se alcune fonti riportano il 1912.
Partecipa alla Divizia A 1912-1913 classificandosi al terzo posto su sei squadre partecipanti mentre l'anno successivo, ultimo campionato al quale partecipa, si classifica al terzo ed ultimo posto.

## Stadio
Il terreno di gioco era situato nei pressi dell'Arco di Trionfo a Bucarest ed è stato in seguito utilizzato anche dal CFR Bucarest

## Palmarès

### Altri piazzamenti
- Campionato rumeno:

Terzo posto: 1912-1913, 1913-1914